# Traunreut
Traunreut este un oraș din districtul Traunstein, regiunea administrativă Bavaria Superioară, landul Bavaria, Germania.